# Templo Linji (Hu Guo Chan Si)
El  Templo Linji Hu Guo Chan Si (chino tradicional: 臨濟護國禪寺, chino simplificado: 临济护国禅寺 ) es un templo budista Zen de origen japonés perteneciente a la escuela Rinzai (Linji) situado en Yuanshan, Taipéi. El templo está dedicado a Śākyamuni (chino tradicional: 釋迦牟尼,  chino simplificado: 释迦牟尼) .

## Procedencia
El templo Linji Hu Guo Chan Si fue construido por el monje japonés Meishan Xuanxiu en el año 1900, finalizando la construcción en el año 1912.
Meishan Xuanxiu fue invitado por el cuarto gobernador taiwanés llamado Kodama Gentarō, a enseñar el budismo en Taiwán, es el único templo budista a nombre de Hu Guo (Protector del País)  en Taiwán. El Gobernador elaboró una poesía de siete palabras nombrada  "alrededor de la ciudad de Nanshan"  para conmemorar el templo.

## Acceso
- Se encuentra a 5 minutos a pie de la estación de MRT Taipéi Yuanshan (línea Tamsui, línea roja R14).